# Dahalokely
Dahalokely (lupič – bandita) byl rod menšího a vývojově bazálního abelisauroidního teropoda, žijícího v období svrchní křídy na území dnešního Madagaskaru.

## Popis
Teropod byl popsán na základě několika žeber a obratlů, vykopaných na severu ostrova v letech 2007–2010. Dinosaurus žil v období geologického věku turon, asi před 90 miliony let. Byl dlouhý zhruba 3 až 4 metry, patří tedy spíše k menším druhům abelisauroidů. Tento dravec žil v době, kdy byl ještě Madagaskar spojen s Indií (tyto pevniny se navzájem odtrhly až před asi 88 miliony let). Dahalokely byl tedy možná předkem jak indických, tak i madagaskarských abelisauridů z nejsvrchnější křídy.